# Pluvier de la puna
Anarhynchus alticola
Espèce
Synonymes
Charadrius alticola
Statut de conservation UICN

 LC  : Préoccupation mineure
Le Pluvier de la puna (Anarhynchus alticola) est une espèce d'oiseaux de la famille des Charadriidae.

## Répartition
Cet oiseau fréquente la puna.